# Cynwyd
Cynwyd est un village et une communauté du Denbighshire, au pays de Galles.
Il est situé dans le sud-ouest du comté, à 3 km au sud-ouest de la ville de Corwen.

## Démographie
Au recensement de 2011, la communauté de Cynwyd comptait 542 habitants.